# Bertil Ohlson
Pour les articles homonymes, voir Ohlson.
Bertil Gustaf Emanuel Ohlson (né le 22 janvier 1899 à Kristianstad et décédé le 6 septembre 1970 à Linköping) est un athlète suédois spécialiste des épreuves combinées. Il était affilié au Upsala SIF.

## Biographie

### Palmarès
| Date | Compétition           | Lieu   | Résultat | Épreuve    | Performance   |
| ---- | --------------------- | ------ | -------- | ---------- | ------------- |
| 1920 | Jeux olympiques d'été | Anvers | 7e       | Pentathlon | 30 pts        |
| 1920 | Jeux olympiques d'été | Anvers | 3e       | Décathlon  | 6 580,030 pts |

### Records
| Épreuve   | Performance | Lieu | Date |
| --------- | ----------- | ---- | ---- |
| Décathlon | 6 073 pts   |      | 1920 |